# Intertel
Intertel (vormals International Legion of Intelligence) ist eine Hochbegabtenvereinigung für Menschen, die in einem IQ-Test eine Punktzahl erreichen, die eine höhere Intelligenz als die von 99 % der Bevölkerung anzeigt. Dies entspricht auf der in Deutschland üblichen Wechsler-Skala (statistischer Durchschnitt 100, Standardabweichung 15) einem IQ von 135 oder mehr.

## Geschichte
Gegründet wurde die Vereinigung 1966 vom Amerikaner Ralph B. Haines, der, wie auch die Mensa-Gründer Roland Berrill und Lancelot Ware zwanzig Jahre zuvor, einen Verein schaffen wollte, der auf die besonderen Bedürfnisse Hochbegabter abgestimmt war und außer einem bestimmten IQ keine Aufnahmebeschränkungen hat. Nach der früheren Bezeichnung International Legion of Intelligence bezeichnen sich die Mitglieder weiterhin als „ILIans“.
Intertel ist in acht geographischen Regionen organisiert, von denen fünf ausschließlich Staaten der USA umfassen, weitere zwei umfassen nebst Staaten der USA auch Ost- und Westkanada. „Region VI“ umfasst den Rest der Welt unter dem Regionsnamen „International“.
Weltweit gibt es 1807 Mitglieder (Stand 12. Juli 2025) in über 30 Ländern, darunter 158 Mitglieder im deutschsprachigen Raum (Deutschland: 135 / Österreich: 3 / Schweiz: 20).

## Bekannte Mitglieder
- Jacob Barnett[6]
- Antje Diller-Wolff[7]
- Michael W. Driesch[8]
- Taibi Kahler[9]
- Grover Krantz[10]
- Gert Mittring[11]
- Cicero Moraes[12]
- Ellen Muth[13]
- Stefano Prada[14]

## Einordnung
Intertel ist in seinen Aufnahmebedingungen (Zulassung 1 %) doppelt so selektiv wie der bekanntere und größere Verein Mensa (Zulassung 2 %). Sie ist nach diesem die zweitälteste und, nach Mensa, der International High IQ Society (Zulassung 5 %) und der Triple Nine Society (Zulassung 0,1 %) viertgrößte Hochbegabtenvereinigung der Welt.